# So Small
„So Small” este o piesă country a interepretei americane Carrie Underwood. Piesa a fost inclusă pe cel de-al doilea album de studio al artistei, Carnival Ride, fiind lansată ca primul disc single al materialului. „So Small” a obținut locul 1 în Billboard Hot Country Songs, devenind cel de-al patrulea single al artistei ce ajunge în vârful clasamentului. De asemenea, discul a obținut clasări de top 20 în Canada și Statele Unite ale Americii.

## Clasamente
| Clasament                   | Poziția maximă | Referință |
| --------------------------- | -------------- | --------- |
| Canadian Country Singles    | 3              | [ 4 ]     |
| Canadian Digital Songs      | 9              | [ 5 ]     |
| Canadian Hot 100            | 14             | [ 3 ]     |
| Billboard Hot Country Songs | 1              | [ 2 ]     |
| Billboard Hot 100           | 17             | [ 2 ]     |
| Billboard Pop 100           | 23             | [ 2 ]     |
| Billboard Hot Digital Songs | 6              | [ 2 ]     |
| United World Chart          | 28             | [ 3 ]     |